# Uddeholm
Uddeholm est une localité de Suède dans la commune de Hagfors située dans le comté de Värmland.
Sa population était de 613 habitants en 2019.